# Louis Prosper Guénin
Pour les articles homonymes, voir Guénin (homonymie).
Louis Prosper Guénin, né le 23 juillet 1843 à Argœuves dans la Somme et mort le 23 janvier 1908 à Paris, est l'auteur d'une méthode de sténographie.

## Biographie
L'œuvre d'Aimé Paris est continuée par Louis Prosper Guénin qui, en 1871, publie la méthode avec quelques modifications par rapport à celle de son maître. Elle est connue sous le nom de méthode « Aimé Paris-Louis Guénin ». L'élève publie également Recherches sur l'histoire, la pratique et l'enseignement de la sténographie en 1880 et « Histoire de la sténographie Aimé Paris et de ses imitations » en 1893. Postérieurement, son fils Eugène Guénin continue sa diffusion et introduit quelques modifications supplémentaires.
Louis Guénin commence sa carrière dans l'administration préfectorale en 1862. En 1864, il devient secrétaire du commissariat de la Chaussée d'Antin à Paris 9e. Il est nommé commissaire de police des communes du département de la Seine en 1873. À partir de 1874, il est nommé en poste à Paris. En 1875, il entre au Sénat comme sténographe, et en janvier 1876, il est nommé sténographe réviseur.
Il réunit une collection de 1 100 livres, entièrement consacrée aux systèmes tachygraphiques, ce qui constitue une documentation incomparable sur les écritures abrégées, depuis les notes tironiennes jusqu'aux procédés sténotypiques. Cette collection fut léguée à la bibliothèque Sainte-Geneviève (département de la Réserve).

## Œuvres
- Cours de sténographie (2e édition, 1879, Paris)
- Des recherches sur l'histoire, la pratique et l'enseignement de la sténographie (1880, Paris)
- Les notes tironiennes, leur nature et leur origine (1882, Arras)
- Histoire de la Sténographie Aimé Paris et de ses imitations (1893, Versailles)
- Histoire de la sténographie dans l'Antiquité et au Moyen Âge (1908, Paris)

## Distinction honorifique
- Chevalier de l'Ordre national de la Légion d'honneur le 31 décembre 1897[1]